# Boonie Hat

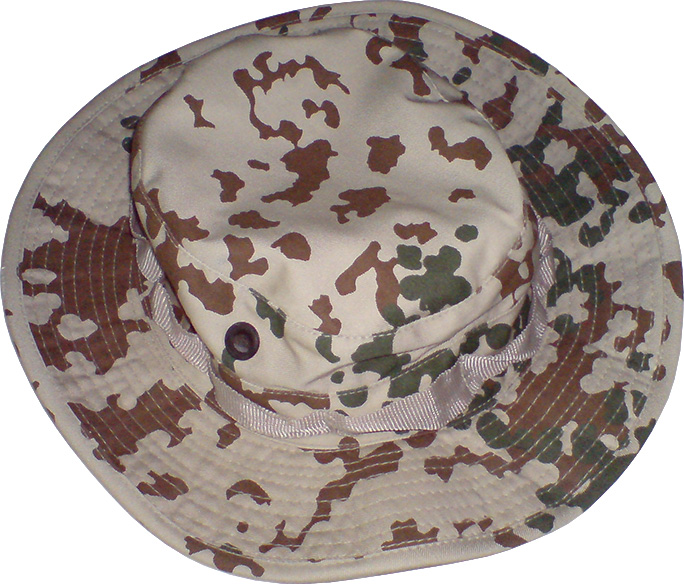
Boonie in 3-Farben-Tarndruck der Bundeswehr

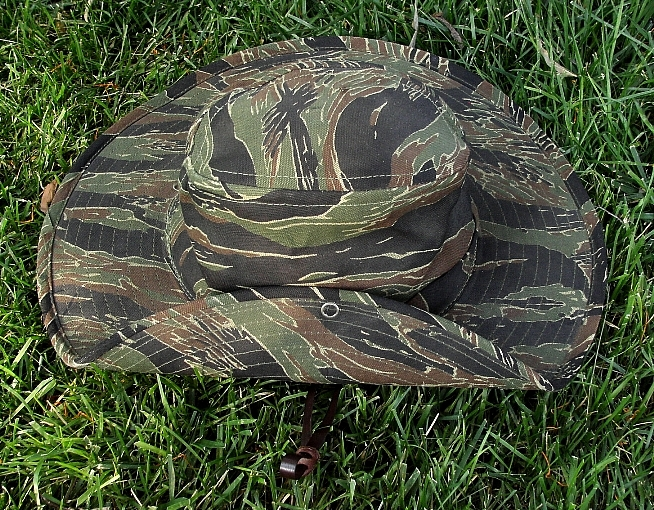
Vietnam-Ära Boonie Hat in Tigerstripe

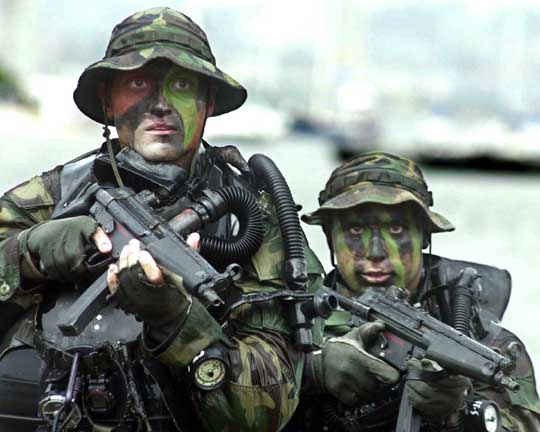
US Navy SEALs mit Boonie im Woodland-Muster

Ein boonie hat (von Englisch boondocks „Hinterland, Wildnis, Pampa“ und hat „Hut“) ist eine, ursprünglich militärische, Kopfbedeckung mit einer umlaufenden Krempe zum Schutz des Trägers in wärmeren Regionen. In deutschsprachigen Ländern wird der Hut auch Krempenhut oder Buschhut oder „Dschungelhut“ genannt. Um ihn vor Verlust zu schützen, verfügt er über einen verstellbaren Kinnriemen. Er ähnelt einem Anglerhut, allerdings ist die Krempe breiter und weniger steil ausgerichtet. Im Gegensatz zu z. B. Filzhüten ist der Boonie aus Baumwoll- oder Polyesterstoff nicht formbeständig, sondern kann zusammengeknautscht und z. B. in einer Hosentasche verstaut werden.

## Militärische Herkunft
Der Boonie wurde von den US-Streitkräften während des Vietnamkrieges eingeführt, als die dort eingesetzten Truppen der Special Forces sich die Hüte von lokalen Schneidereien im Tigerstripe-Tarnmuster anfertigen ließen. Die Hutform an sich gibt es in Indochina schon länger. Fremdenlegionäre benutzten diese ebenfalls. Die üblichen Stahlhelme erwiesen sich im heißen Klima als unbequem, und Schirmmützen bieten seitlich und im Nacken weniger Schutz vor Regen und Sonne.
1967 wurde der Hut von der US Army offiziell unter der Bezeichnung Hat, Jungle, with insect net in den Farben/Mustern Olivgrün, Tigerstripe und dem neu entwickelten ERDL-Muster eingeführt. Seit dieser Zeit hat sich der Schnitt des Hutes wenig verändert und er ist heute in vielen Armeen der Welt und in dutzenden unterschiedlichen Tarnmustern ein gängiges Ausrüstungsstück und Alternative zur Feldmütze. Einzig die verwendeten Materialien und die Bezeichnung, jetzt Hat, sun, hot weather haben sich geändert. Auch die Bundeswehr setzt den Boonie (Krempenhut) bei Einsätzen in wärmeren Regionen ein.

## Der Boonie im Zivilleben
Wie viele andere, ehemals nur für das Militär bestimmte Ausrüstungsstücke, hat sich auch der Boonie Hat zum Kleidungsstück für jedermann entwickelt. Durch seine leichte Bauart und den oft niedrigen Preis im einstelligen Euro-Bereich für Nachbauten, erfreut er sich bei Menschen, die beruflich oder privat viel im Freien zu tun haben, großer Beliebtheit, nicht zuletzt weil man ihn bei Nichtbenutzung leicht zusammenfalten und in die Tasche stecken kann und weil er seinen Träger bis zu einem gewissen Grad auch vor Regen schützt.